# اسکاندیناوین ایرلاینز کانکت
اسکاندیناوین ایرلاینز کانکت (انگلیسی: Scandinavian Airlines Connect) شرکت هواپیمایی ایرلندی است، که در سال ۲۰۱۷ توسط شرکت هواپیمایی اسکاندیناوی تأسیس شد.